# Disastro del deposito Agip di Napoli
Il disastro del deposito Agip di Napoli fu un grave disastro ambientale occorso nella zona industriale di Napoli la mattina del 21 dicembre 1985 presso il deposito Agip.
Esso fu causato da un'improvvisa esplosione che coinvolse venticinque serbatoi del deposito, a cui fece seguito un imponente incendio che durò una settimana causando la fuoriuscita di una densa nube tossica che avvolse anche le zone attorno al deposito. Ad evento concluso il bilancio fu di 5 morti e danni per 100 miliardi di lire.

## Il disastro
Il deposito dell'Agip a Napoli era ubicato presso il porto industriale, in via Brecce a Sant'Erasmo, nel quartiere Vigliena, in zona San Giovanni a Teduccio. I depositi di carburante erano collegati con il porto commerciale tramite grosse condutture. Le navi pompavano la benzina direttamente nei serbatoi del deposito.
All'alba di sabato 21 dicembre 1985 era previsto l'attracco della petroliera Agip Gela, che doveva scaricare nel deposito 20.000 tonnellate di benzina super. Durante lo scarico, il serbatoio in cui veniva versato il carburante si riempì e la benzina prese ad uscire. Intorno alle 4:40, un addetto alla sicurezza, Giovanni Allocco, avvertì un forte odore di benzina ma non prese in considerazione la cosa dal momento che l'imbarcazione stava scaricando molto carburante. Tuttavia alle 5:13 circa 30.000 metri cubi di benzina esplosero: in pochi minuti 25 serbatoi del deposito presero fuoco e dal sito iniziò a svilupparsi una densa nube nera che oscurò il cielo della città. La nube si poteva vedere anche da Montevergine, in provincia di Avellino, a circa 64 km in linea d'aria.
Le fiamme, data la quantità di materiale coinvolto, si espansero in un'area lunga circa 2,58 km. Dovettero intervenire sul posto 500 vigili del fuoco con rinforzi anche da Roma. L'incendio fu ufficialmente sotto controllo il pomeriggio del 23 dicembre ma per spegnere gli ultimi focolai i pompieri dovettero lavorare fino alla mattina del 27 dicembre.

## Danni e vittime
L'esplosione prese in pieno tre operai del sito: due di essi morirono dilaniati mentre il terzo, nonostante le ferite riportate riuscì a sopravvivere e raccontò in seguito quello che successe nei momenti precedenti e successivi l'esplosione.
Si creò subito il panico tra gli abitanti più vicini all'epicentro della catastrofe, memori del terremoto di 5 anni prima poiché l'incendio iniziò a coinvolgere anche alcune palazzine in via Brecce a Sant'Erasmo. Alcune di esse crollarono e in una morirono due donne, sepolte dalle macerie. 2.594 persone furono costrette ad abbandonare le proprie abitazioni a causa dei danni provocati dall'esplosione: in gran parte vennero ospitate su due traghetti della Tirrenia, altre andarono in ricovero presso roulotte fornite dal comune.
Il traffico si bloccò. L'incendio sfiorò anche la vicina ferrovia Circumvesuviana e la stazione centrale, dove coinvolse un treno carico di pendolari. Tra i passeggeri ci furono 40 feriti e il capostazione dichiarò che "la strage è stata evitata perché il treno aveva terminato la corsa e stava andando a velocità molto ridotta".
Oltre ai danni materiali si contarono anche quelli ambientali: oltre al pericolo tossicità, gran parte del carburante sversato finì nell'alveo del sotterraneo torrente Pollena, che trasportò il liquido fino a mare, rendendo la zona molto inquinata. Le fognature vennero chiuse per impedire che la benzina si riversasse nelle condutture saltate. In totale i danni ammontarono a circa 100 miliardi di lire.

## Conseguenze
In seguito al disastro si avviò la delocalizzazione di una parte consistente delle raffinerie. Nel 1999 l'area di Napoli Est divenne un S.i.n. – sito di interesse nazionale – e ne venne ordinata la bonifica sotto il controllo del Ministero dell'Ambiente.